# Народна освободителна армия (Колумбия)
Народна освободителна армия (НОА) на Колумбия (на испански: Ejército Popular de Liberación, EPL) е колумбийска партизанска групировка, създадена през 1967 г., като въоръжено крило на маоистката Колумбийска комунистическа партия (Марксисти-Ленинисти). Тя е третата по големина партизанска групировка в Колумбия след ФАРК и Армията за национално освобождение и в зенита на силата си наброява няколко хиляди бойци. През 1991 г. повече от 2500 от членовете ѝ се разоръжават формирайки партията „Надежда, мир и свобода“, но група дисиденти все още продължават да са активни в Колумбия.